# Krzysztof Hegendorfer
Krzysztof Hegendorfer inne formy nazwiska: Hegendorf, łac. Hegendorfinus, niem. Christoph Hegendorf (ur. 1500 w Lipsku, zm. 8 sierpnia 1540 w Lüneburgu) – niemiecki humanista epoki renesansu związany z poznańską Akademią Lubrańskiego, działacz reformacyjny i pedagog.

## Życiorys
Był synem lipskiego tkacza, Jana. W wieku 13 lat, po ukończeniu szkoły elementarnej, rozpoczął studia na wydziałach sztuk Uniwersytetu w Lipsku oraz krótko w Wittenberdze. W 1515 roku uzyskał bakalaureat, a w 1521 tytuł magistra. Od 1521 wykładał w Lipsku na katedrze grecystyki kontynuując jednocześnie studia na wydziale teologicznym, które zakończył bakalaureatem w 1523 roku. W tym samym roku został wybrany na stanowisko rektora rodzimego uniwersytetu. Następnie rozpoczął studia prawnicze, które kontynuował aż do 1529 roku, a jednocześnie wykładał na wydziale teologicznym. Z tego okresu jego działalności pochodzi Katechizm Wiary Chrześcijańskiej z 1526 roku, w którym wpływy idei Lutra i Melanchtona, którym ulegał już od roku 1519 są tak widoczne, że niektórzy uznają go za pierwszy luterański podręcznik tego rodzaju.
W 1529 roku po tym, jak oskarżył lipskie środowisko akademickie o zbytnią pobłażliwość wobec studentów, opuścił rodzinne miasto i na zaproszenie biskupa poznańskiego Jana Latalskiego przeniósł się do Poznania obejmując katedrę sztuk wyzwolonych w Akademii Lubrańskiego. Do jego największych zasług należy opracowanie nowoczesnego programu nauczania humanistycznego dla uczelni. W wykładach kładł nacisk na retorykę, zarówno łacińską, w której za wzór stawiał Cycerona, jak i grecką, przy wykładaniu której korzystał przede wszystkim z Demostenesa i Arystotelesa.
Poza tym, w Poznaniu i Krakowie napisał i wydał wiele ze swoich pism, w tym:
- Encommium terrae Polonia (łac. "Pochwała ziemi Polskiej") panegiryk z 1530 z okazji koronacji Zygmunta Augusta
- De recta studendi et vivendi ratione z 1530
- podręcznik epistolografii
- podręcznik wierszowania
- tłumaczenia Demostenesa i Cycerona

W 1535 roku doszło do konfliktu pomiędzy Hegendorferem a nowym rektorem Akademii Lubrańskiego, Grzegorzem z Szamotuł – scholastykiem z kręgów Akademii Krakowskiej. Za sprawą nowego rektora 19 lipca 1535 roku kapituła poznańska uznała Hegendorfera za heretyka wydalając go z uczelni i skazując na wygnanie z miasta. Jego dzieła spalono, wpisując część z nich na indeks ksiąg zakazanych. Decyzja spotkała się z oporem środowisk humanistycznych i polskich zwolenników reformacji (w tym wojewody Łukasza II Górki), w których cieszył się wielkim autorytetem i Hegendorfer został ponownie siłą wprowadzony do uczelni. Zimą 1535 opuścił jednak ostatecznie Poznań powracając do Niemiec.
W 1536 roku ukończył studia prawnicze uzyskując doktorat we Frankfurcie nad Odrą. W roku 1539 na zlecenie rady miejskiej Rostocku próbował przeprowadzić reformę uniwersytetu, jednak bez powodzenia, wskutek oporu uczelni. Zmarł podczas pobytu w Lüneburgu, gdzie już w roku 1537 był syndykiem miejskim i w 1539 został powołany na urząd superintendenta, jako jedna z ofiar zarazy.

## Twórczość

### Ważniejsze utwory
- Dialogi pueriles, wyd. przy: P. Mosellanus Paedologia... in puerorum usum conscripta, (brak miejsca i roku wydania); wyd. nast.: Kraków 1527; 1534; 1538
- Dragmata in Dialecticam Petri Hispani, Bazylea 1520, drukarnia A. Cartandrus
- Ludi... De duobus adolescentibus et desene amatore. Tertio recogniti. Kraków 1525, drukarnia H. Wietor; przekł. polski De duobus adolescentibus, J. Kosińska; wyd. w: Dramaty staropolskie. Antologia, oprac. J. Lewański, t. 1, Warszawa 1959; egzemplarze m.in.: Biblioteka Miejska im. Raczyńskich w Poznaniu, sygn. III Np 21 (z rękopiśmiennymi uwagami Wilhelma Gnaphaeusa)
- De instituenda vita et moribus corrigendis iuventutis, Hagenau 1529, drukarnia J. Secerius
- De recta studendi et vivendi ratione, Kraków 1530, drukarnia H. Wietor
- Declamatio gratulatoria in coronationem Serenissimi Junioris Poloniae Regis in Gymnasio Posnaniensi habita, Kraków 1530, drukarnia H. Wietor
- Encomium terrae Poloniae, Kraków 1530, drukarnia H. Wietor
- Compendiaria conscribendarum epistolarum ratio, Lipsk 1531, drukarnia M. Plum; wyd. następne: Kraków 1533; Kraków 1537; Kraków 1538
- Leges et instituta novae Academiae Posnaniensis, Kraków 1532, drukarnia H. Wietor
- De educandis eurdiendisque pueris nobilibus libellus, Kraków 1533, drukarnia H. Wietor
- Stichologia seu ratio scribendorum versuum... Item: Ratio quaedam compendiaria recte instituendi studia. Item: Encomium Philosophiae ex erotico Demosthenis latinum factum, Wittenberga 1534, drukarnia J. Rhau; wyd. następne w: F. Melanchton Contenta in hoc libello, Argentinae 1535, Kraków 1549; Stichologia... wyd. osobne: Kraków 1544
- Adagiorum selectorum centuriae V, Kraków 1535, drukarnia H. Wietor
- Ad rever. Latalski Joannem episcop. crac. epistola, 1536, (wiersz)

### Przekłady
- Aristotelis insignis Philosophi, libelli duo, unus de longitudine et brevitate vitae, alter de divinatione per somnum... in latinum versi, Bazylea 1536, drukarnia B. Vesthemerus, M. Brylingerus